# Strâmtoarea Naruto
Strâmtoarea Naruto (în limba japoneză Naruto Kaikyō, 鳴門海峡?) este o strâmtoare care separă insulele Shikoku la sud-est și Awaji la nord-est. Are o lățime maximă de 1,3 km. Este un drum de acces în Marea interioară a Japoniei (Harima Nada).
Strâmtoarea este traversată de podul Ohnaruto (876 m între piloni) care leagă cele două insule.

## Galerie

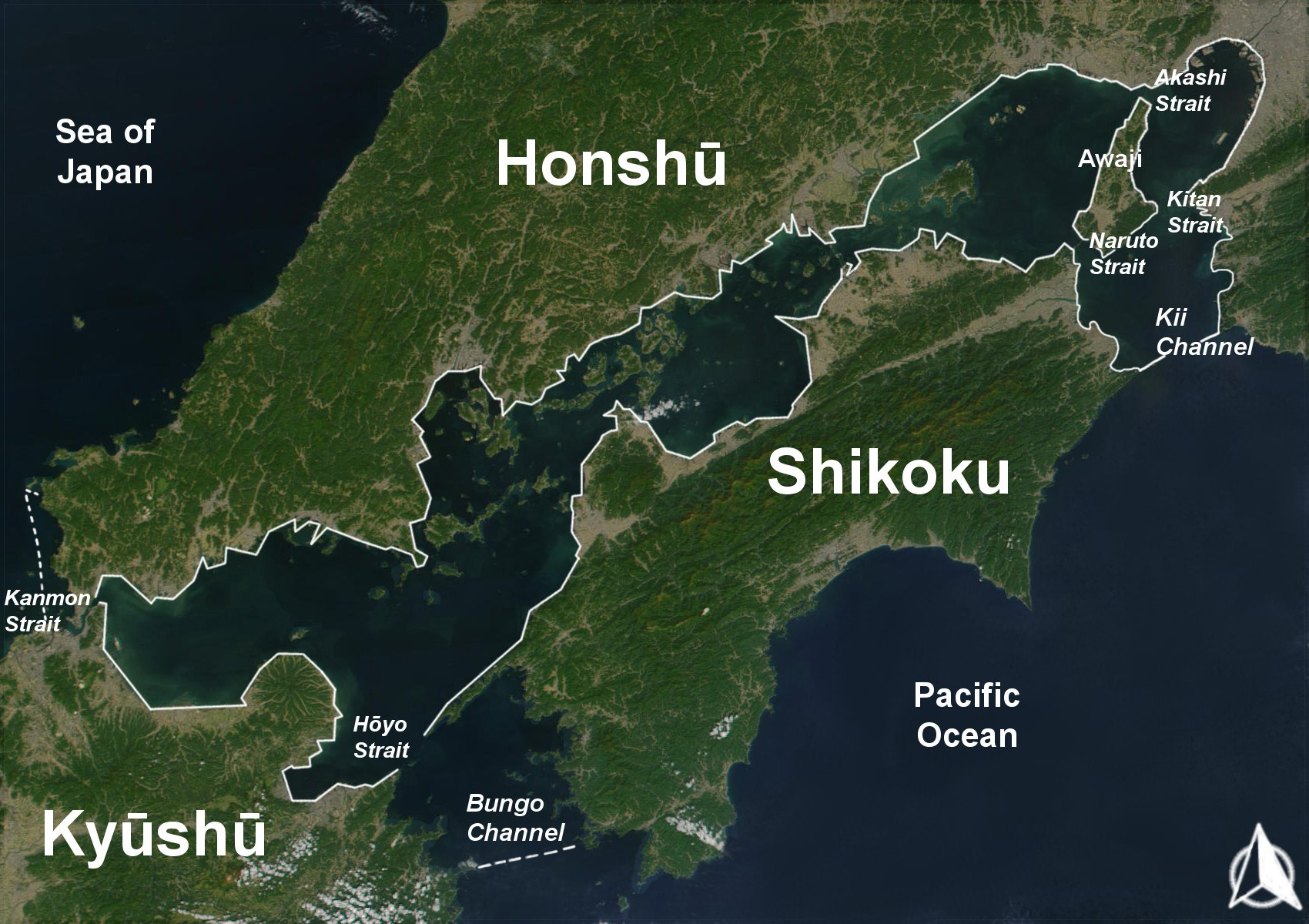
Marea interioară şi principalele strâmtori.
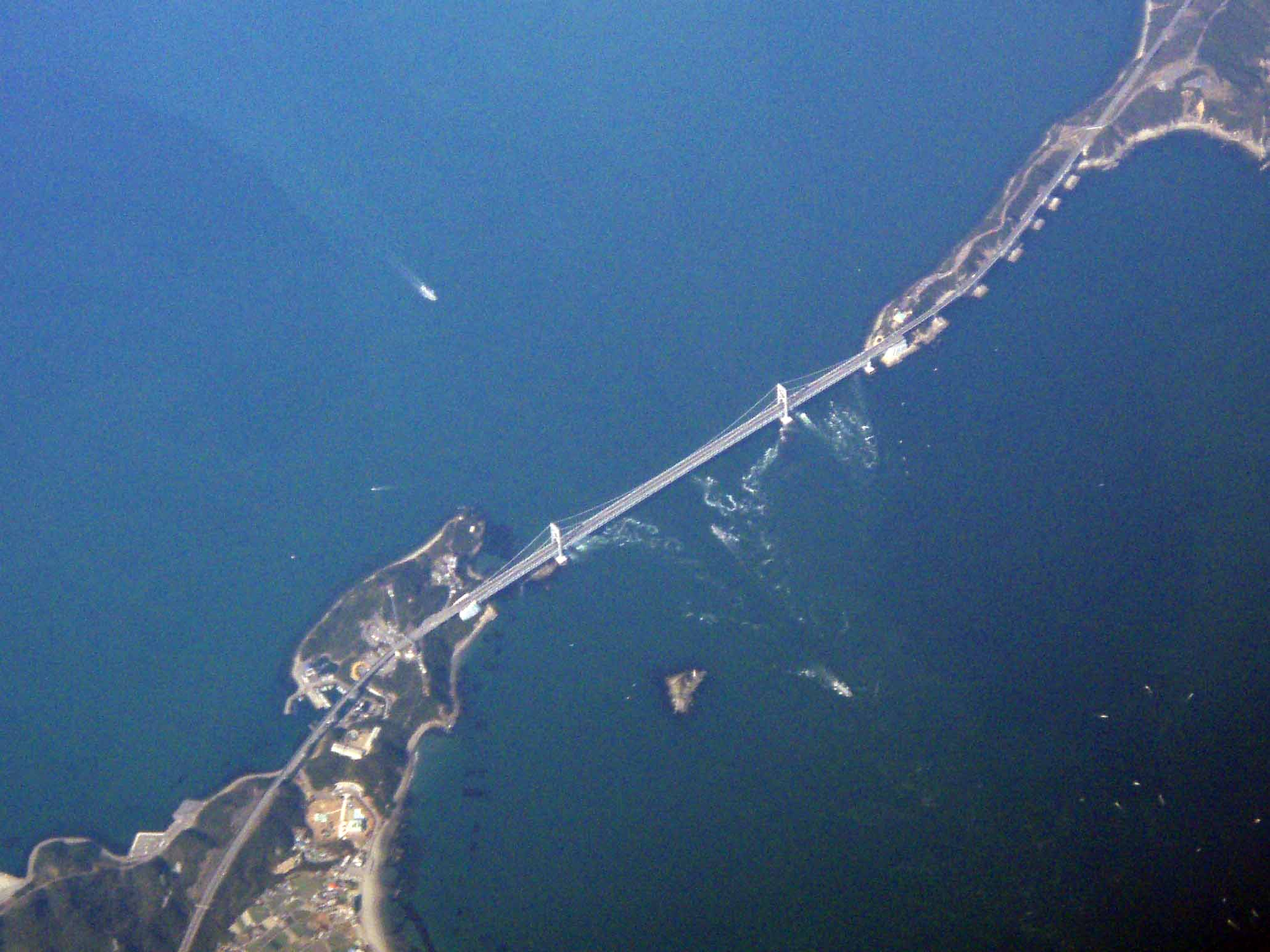
Vedere aeriana a strâmtorii.
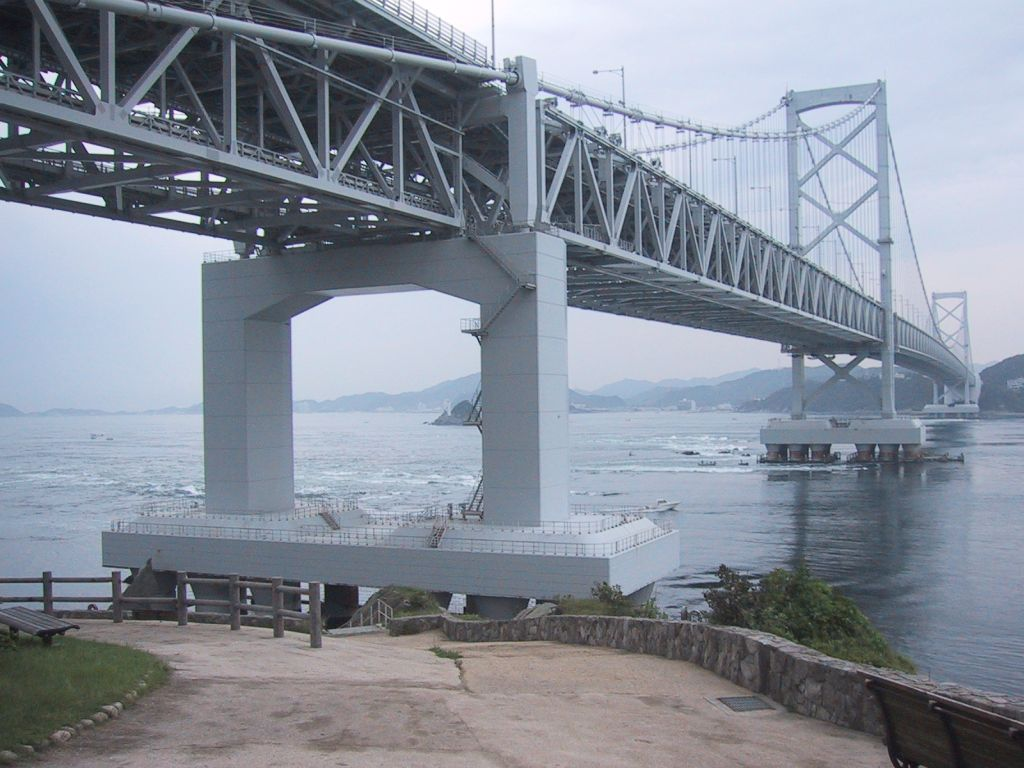
Podul care traversează strâmtoarea.
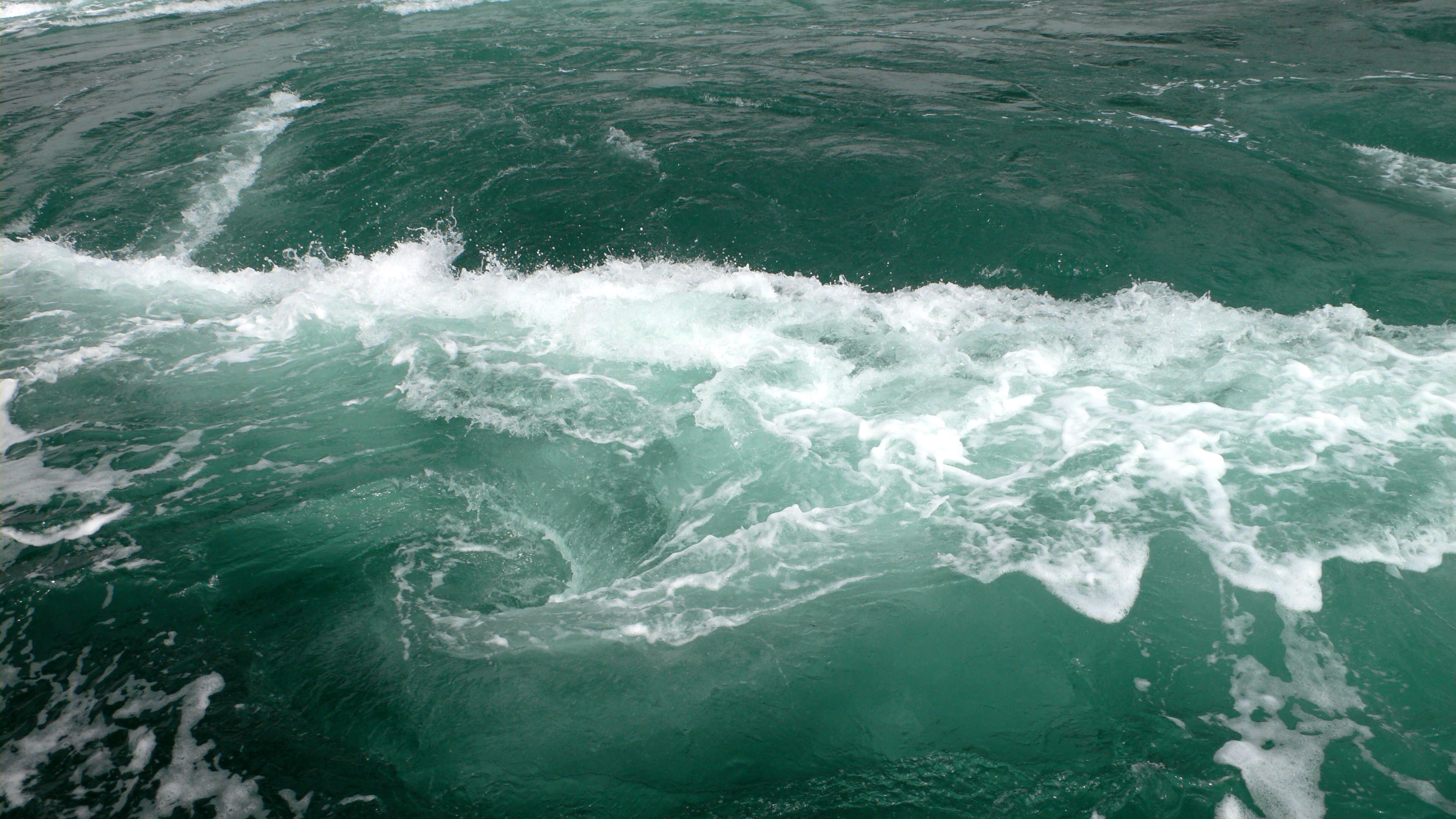
Vârtej de apă format în strâmtoare în timpul mareei.